# Pictodentalium vernedei
Pictodentalium vernedei är en blötdjursart som först beskrevs av Hanley in Sowerby 1860.  Pictodentalium vernedei ingår i släktet Pictodentalium och familjen Dentaliidae. Inga underarter finns listade i Catalogue of Life.